# Dynamic Data Exchange
Dynamic Data Exchange (DDE) är en teknik som används för kommunikation mellan applikationer i Microsoft Windows och OS/2. Även om DDE stöds i till och med de senaste versionerna av Windows, har den till stor del ersatts av sina mycket mer kapabla efterträdare OLE, COM, och OLE Automation. DDE används dock fortfarande internt i Windows. 
DDE gör det möjligt för en klientapplikation att öppna en session med en annan, s.k. serverapplikation, skicka kommandon till serverapplikationen, och ta emot svaren på dessa kommandon. Dock går det inte att använda sig av serverapplikationens GUI i klientapplikationen. Dessutom är det nödvändigt att veta vilka DDE-kommandon som serverapplikationen stöder. Dessa kommandon är dessvärre inte allmänt standardiserade. För att använda DDE måste man alltså ha speciell programkod för varje specifik serverapplikation som klientprogrammet skall styra. 
En vanlig användning av DDE förekom i specialbyggda applikationer som kontrollerade färdigbyggd mjukvara, exempelvis kunde ett affärsprogram skrivet i C använda sig av DDE för att öppna ett Microsoft Excel-ark och fylla det med data, genom att öppna en DDE-session med Excel och sedan skicka lämpliga DDE-kommandon. Idag skulle man istället använda sig av Excels objektsystem med COM eller OLE Automation.
Windows har en tjänst, kallad NetDDE, som gör det möjligt att skicka DDE-kommandon mellan applikationer på två skilda datorer. NetDDE används ännu mer sällan än DDE, men stöds fortfarande.  Microsofts Hjärter, ett spel som kommer med i Windows, använder NetDDE för att göra det möjligt att spela mot en annan (mänsklig) spelare över ett nätverk.